# Horn (Solingen)
Horn ist eine Hofschaft im äußersten Südwesten der bergischen Großstadt Solingen. 

## Lage und Beschreibung
Horn liegt im Stadtteil Aufderhöhe im Tal der Wupper östlich des Ortsteils Rupelrath in der naturräumlichen Einheit Unteres Wuppertal. Der nahe Fluss bildet die Stadtgrenze zu Leichlingen, eine Fußgängerbrücke verbindet über die Wupper den Ort mit dem südlich gelegenen Leichlinger Ort Kradenpuhl. Die zu Horn gehörenden Gebäude befinden sich entlang der Wipperauer Straße bzw. der davon abzweigenden Stichstraße, die den Namen des Ortes trägt, ungefähr auf halber Strecke zwischen Landwehr und Haasenmühle. Neben vielen Nachkriegsneubauten befinden sich in Horn auch noch einzelne Fachwerkhäuser des Bergischen Stils.
Benachbarte Ortslagen sind bzw. waren: Hütte, Wachssack, Rupelrath, Birkendahl, Gillich, Eickenberg und Haasenmühle auf Solinger Stadtgebiet sowie Nesselrath, Kradenpuhl, Unterberg und Müllerhof auf Leichlinger Stadtgebiet.

## Etymologie
Das Wort Horn wird als Ecke, Winkel oder Spitze gedeutet. Brangs weist darauf hin, dass ein Zusammenhang zu der bekannten Schwertfegerfamilie gleichen Namens nicht nachgewiesen werden kann.

## Geschichte

### Ort
Die Ursprünge der Hofschaft liegen im Spätmittelalter, die erste urkundliche Erwähnung erfolgte im Jahre 1488 als zum Horn.:1 Im Jahre 1715 ist Horn in der Karte Topographia Ducatus Montani, Blatt Amt Solingen, von Erich Philipp Ploennies mit einer Hofstelle verzeichnet und als Horn benannt. Der Ort wurde in den Registern der Honschaft Ruppelrath innerhalb des Amtes Solingen geführt. Die Topographische Aufnahme der Rheinlande von 1824 verzeichnet den Ort als Horn, ebenso wie die Preußische Uraufnahme von 1844. Auch in der Topographischen Karte des Regierungsbezirks Düsseldorf von 1871 ist der Ort als Horn verzeichnet.
Nach Gründung der Mairien und späteren Bürgermeistereien Anfang des 19. Jahrhunderts gehörte der Ort zur Bürgermeisterei Höhscheid, die 1856 zur Stadt erhoben wurde. 
1815/16 lebten 56, im Jahr 1830 ebenfalls 56 Menschen im als Weiler bezeichneten Wohnplatz zum Horn. 1832 war der Ort weiterhin Teil der Honschaft Ruppelrath innerhalb der Bürgermeisterei Höhscheid, dort lag er in der Flur VIII. Reinoldi Capelle. Der nach der Statistik und Topographie des Regierungsbezirks Düsseldorf als Hofstadt kategorisierte Ort besaß zu dieser Zeit acht Wohnhäuser und zwölf landwirtschaftliche Gebäude. Zu dieser Zeit lebten 58 Einwohner im Ort, davon einer katholischen und 57 evangelischen Bekenntnisses. Die Gemeinde- und Gutbezirksstatistik der Rheinprovinz führt den Ort 1871 mit elf Wohnhäuser und 68 Einwohnern auf. Im Gemeindelexikon für die Provinz Rheinland von 1888 werden elf Wohnhäuser mit 68 Einwohnern angegeben. 1895 besitzt der Ortsteil zehn Wohnhäuser mit 62 Einwohnern und gehörte zum evangelischen Kirchspiel Rupelrath, 1905 zählt der Ort zehn Wohnhäuser mit 45 Einwohnern.
Mit der Städtevereinigung zu Groß-Solingen im Jahre 1929 wurde Horn ein Ortsteil Solingens. Ab den 1960er Jahren wuchs der Ortsteil Rupelrath aufgrund der baulichen Verdichtung in der Nachkriegszeit entlang des Holzkamper Wegs mit dem Nachbarort Holzkamp zusammen, blieb aber ländlich geprägt. 

### Wupperbrücke

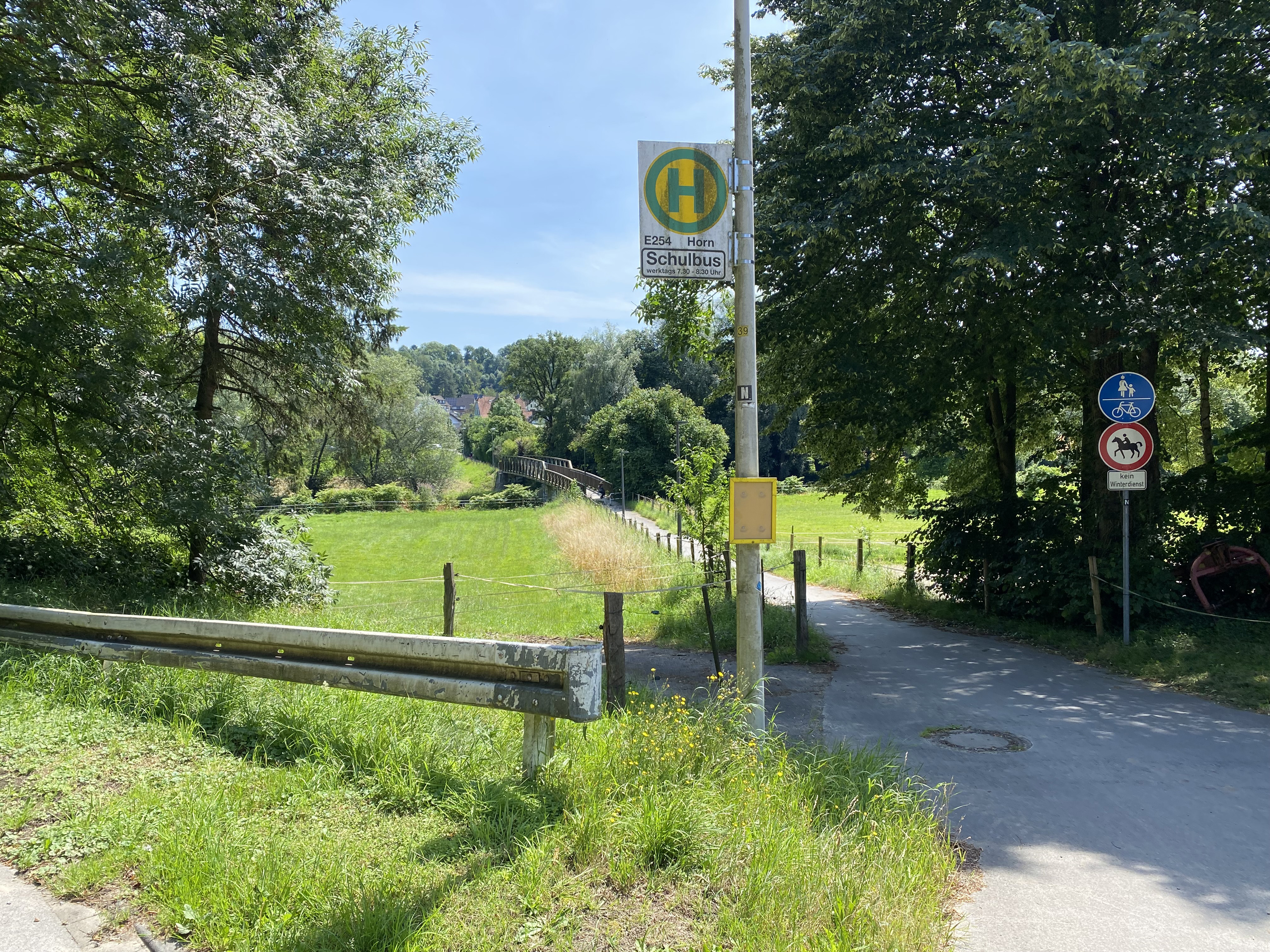
Fußgängerbrücke über de Wupper zwischen Horn und Kradenpuhl

Südlich von Horn führt eine Fußgängerbrücke über die Wupper in den zu Leichlingen gehörenden Ort Kradenpuhl, sie trägt umgangssprachlich den Namen Juckelbrücke. Wupperüberquerungen mittels Fußstegen an dieser Stelle sind seit dem 16. Jahrhundert belegt, aber erst der Bau einer Drahtseilbrücke aufgrund von Eingaben Leichlinger und Höhscheider Bürgern im Jahr 1910 führte zu der Benennung. Die Drahtseilbrücke besaß aufgrund von Fehlberechnungen bei den Brückenpfeilern nicht die erforderliche Stabilität, so dass bereits 1912 Zutrittsbeschränkungen eingeführt werden mussten. Das Schwanken der Brücke inspirierte die Anwohner zu den Namen Wackel- oder Juckelbrücke.

Die Drahtseilbrücke wurde in den 1920er Jahren durch eine Betonbrücke ersetzt, die 2012 wegen Einsturzgefahr gesperrt werden musste. Die Stadt Solingen zog ihre Zusage zur hälftigen Finanzierung zwischenzeitlich zurück, so dass die Finanzierung eines Neubaus erst 2014 gesichert war. Die Betonbrücke wurde 2014 abgerissen und im Juni 2014 durch eine neue Leichtmetallbrücke ersetzt. Von den Gesamtkosten von 638.000 Euro wurden 425.000 Euro vom Land Nordrhein-Westfalen übernommen, der Rest teilten sich die Städte Solingen und Leichlingen.

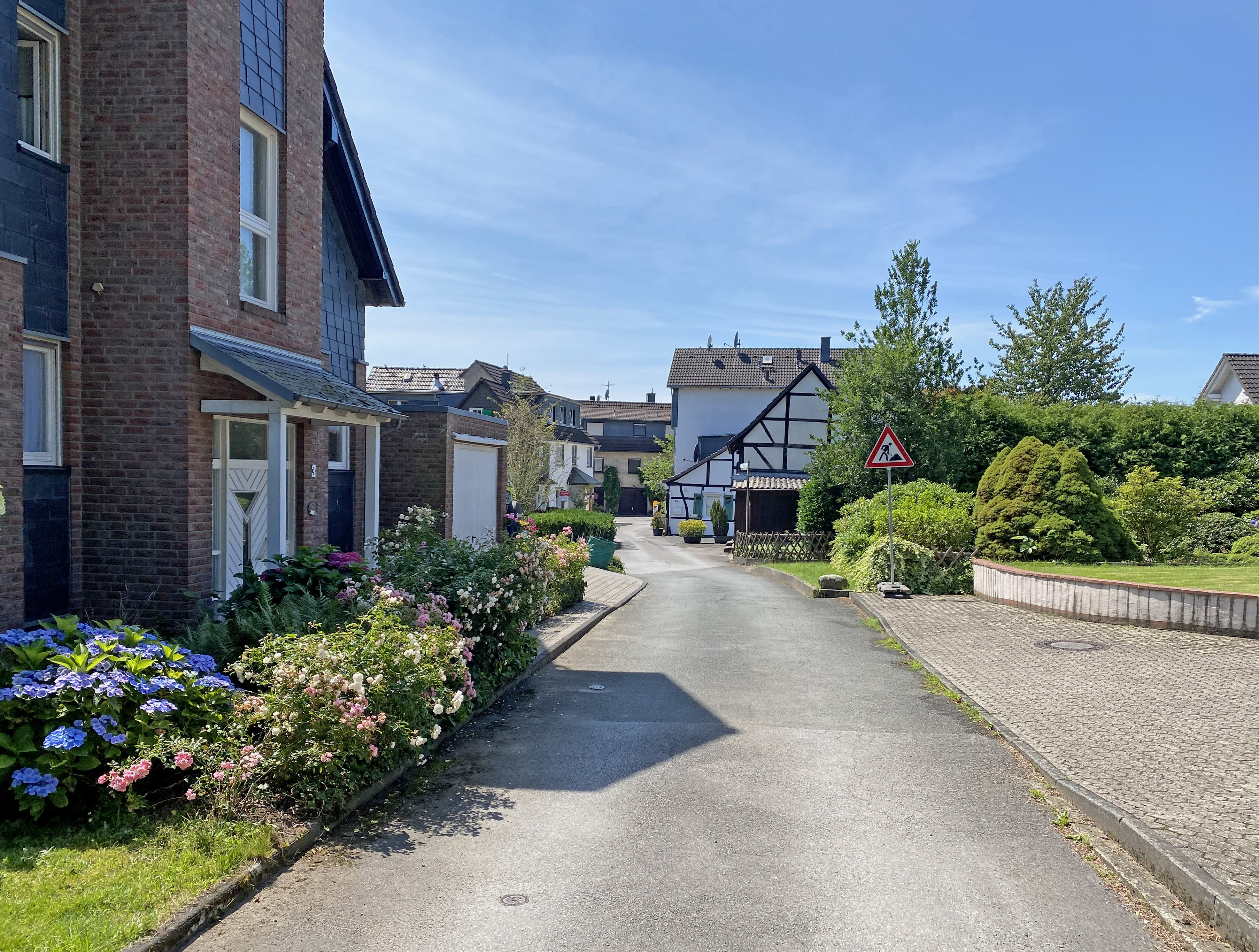
Horn (Solingen)
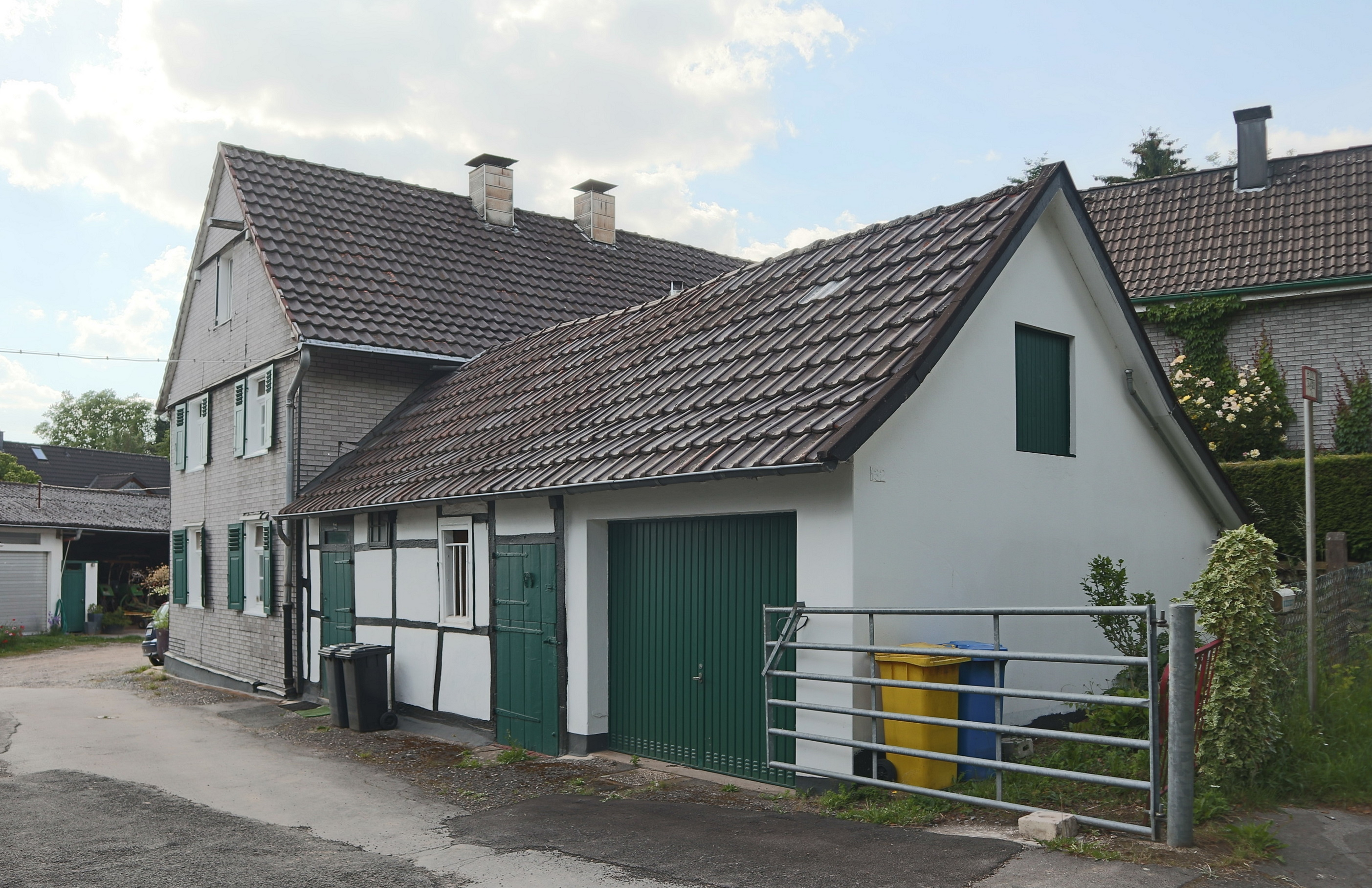
Wipperauer Str. 132
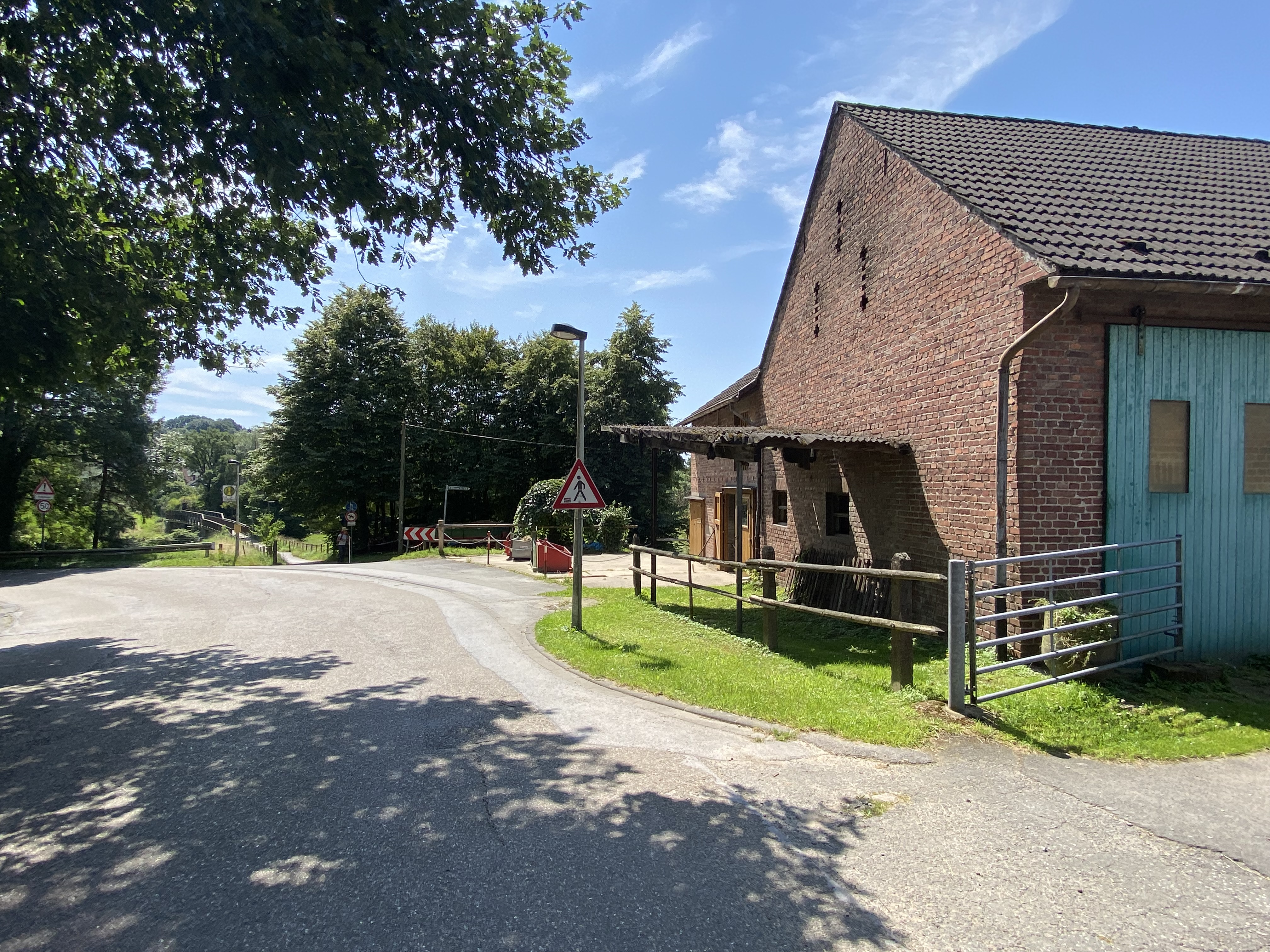
Nebengebäude an der Wipperauer Straße
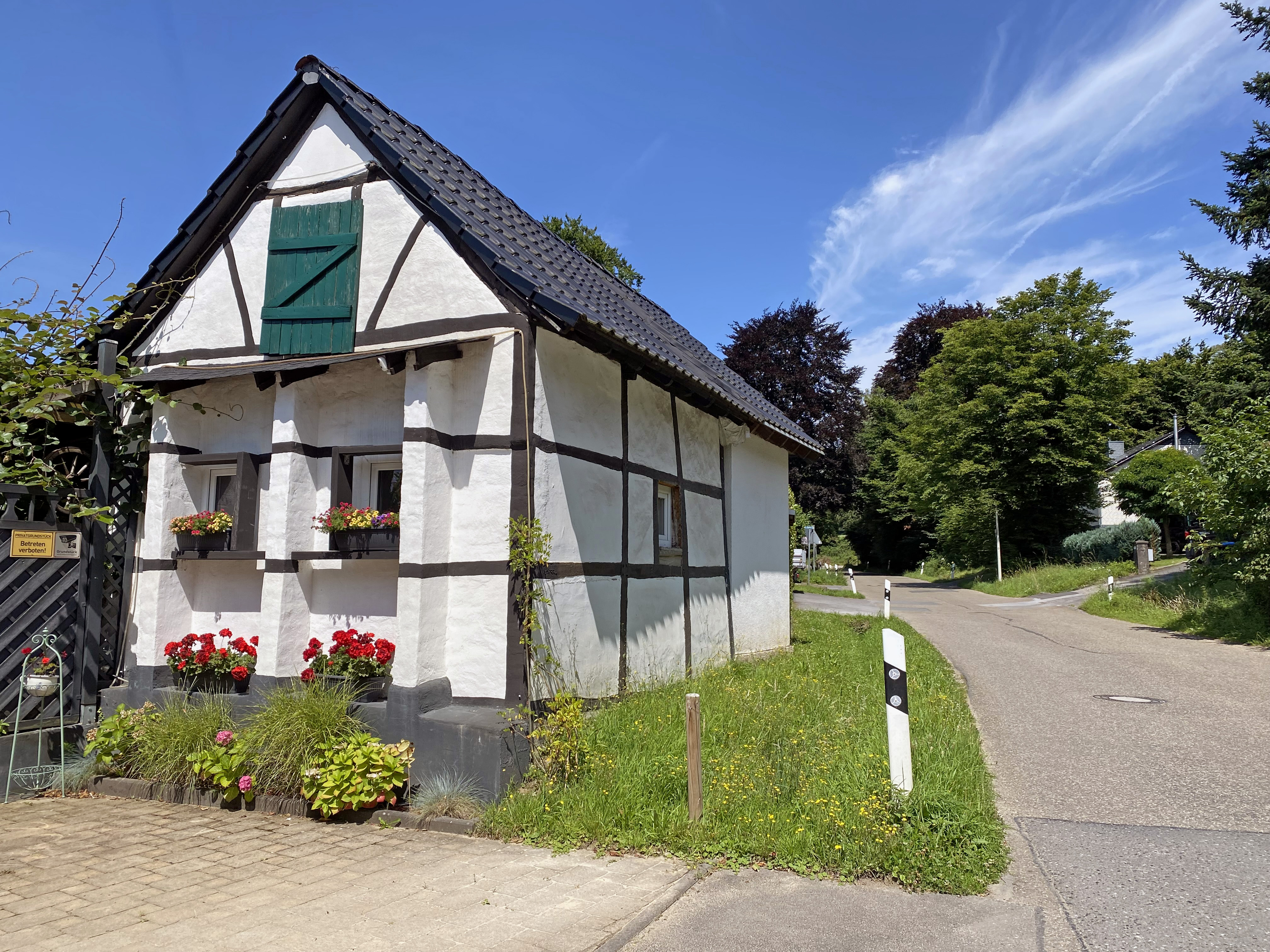
Nebengebäude an der Wipperauer Straße
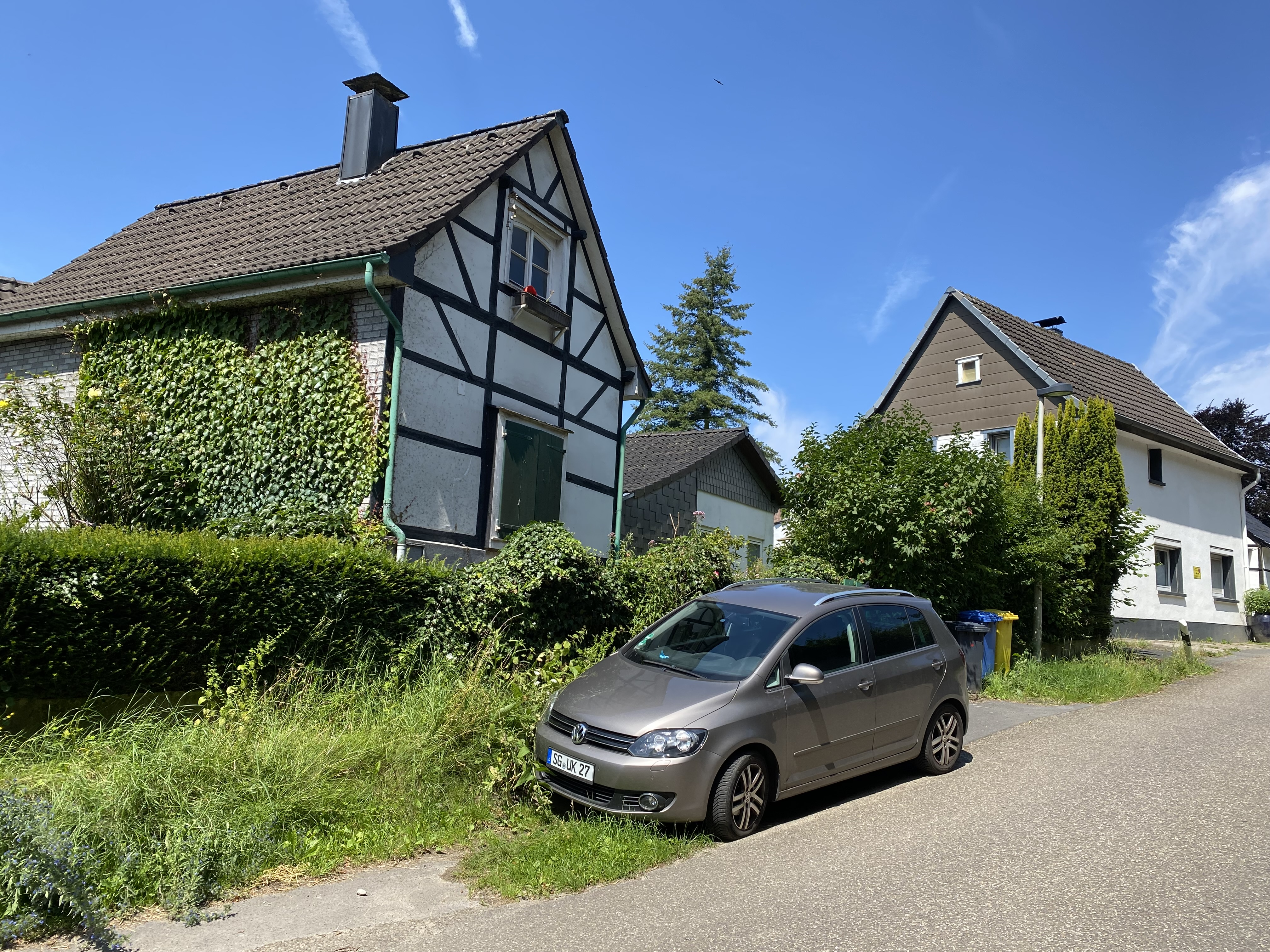
Wipperauer Straße 130

## Nahverkehr
Horn ist nur eingeschränkt an den öffentlichen Personennahverkehr angeschlossen. Eine Bushaltestelle der Stadtwerke Solingen befindet sich nur im Nachbarort Gosse. Für Schulkinder, die in Leichlingen zur Schule gehen, besteht von Horn aus allerdings morgens an Werktagen ein Einsatzbusverkehr der VRS-Buslinie 254.
| Linie    | Linienverlauf                                                                                         |
| -------- | --- |
| VRS E254 | Leichlingen, Am Adler – Solingen, Horn – Leichlingen, Schulzentrum Am Hammer – Leichlingen Busbahnhof |